# 코시모 로셀리
코시모 로셀리(이탈리아어: Cosimo Rosselli, 1439년~1507년)는 콰트로첸토 시대(15세기 중반)에 활동했던 이탈리아 화가로, 주로 그의 고향인 피렌체에서 활동했으며, 경력 초기에 피사에서도 활동했고, 1481년에서 1482년 사이에는 로마의 시스티나 성당에서 측면 프레스코화 중 일부를 제작했다.
산드로 보티첼리, 피에트로 페루지노, 도메니코 기를란다요와 같은 시스티나 성당에서 함께 작업했던 동시대 거장들과 비교하면 대체로 재능이 떨어진다고 평가되지만, 로셀리는 피렌체에서 경력 내내 크고 중요한 의뢰를 계속 따내며 활발한 활동을 이어갔다. 그는 피렌체 산티시마 안눈치아타 성당의 회랑과 산탐브로조 성당의 ‘성혈 예배당’(Chapel of the Holy Blood)에 있는 프레스코화 등 중요한 지역 의뢰를 맡았다.

## 생애
코시모 로셀리는 1439년 피렌체에서 태어났다. 그는 1453년, 열네 살의 나이에 네리 디 비치의 제자가 되었으며, 그의 사촌인 베르나르도 디 스테파노 로셀리 역시 같은 스승에게서 수학했다. 1469년에 완성된 비교적 초기 작품으로는 피렌체 산티시마 안눈치아타 성당의 독일 형제회 예배당을 위해 그린 《성 바르바라, 성 마티아, 세례자 요한》의 패널화가 있다. 로셀리는 이 성당의 앞뜰에도 프레스코화를 그렸으며, 인접한 수도원에는 ‘수태고지’(Annunciation)를 주제로 한 lunette(반원형 벽화)를 제작했다.

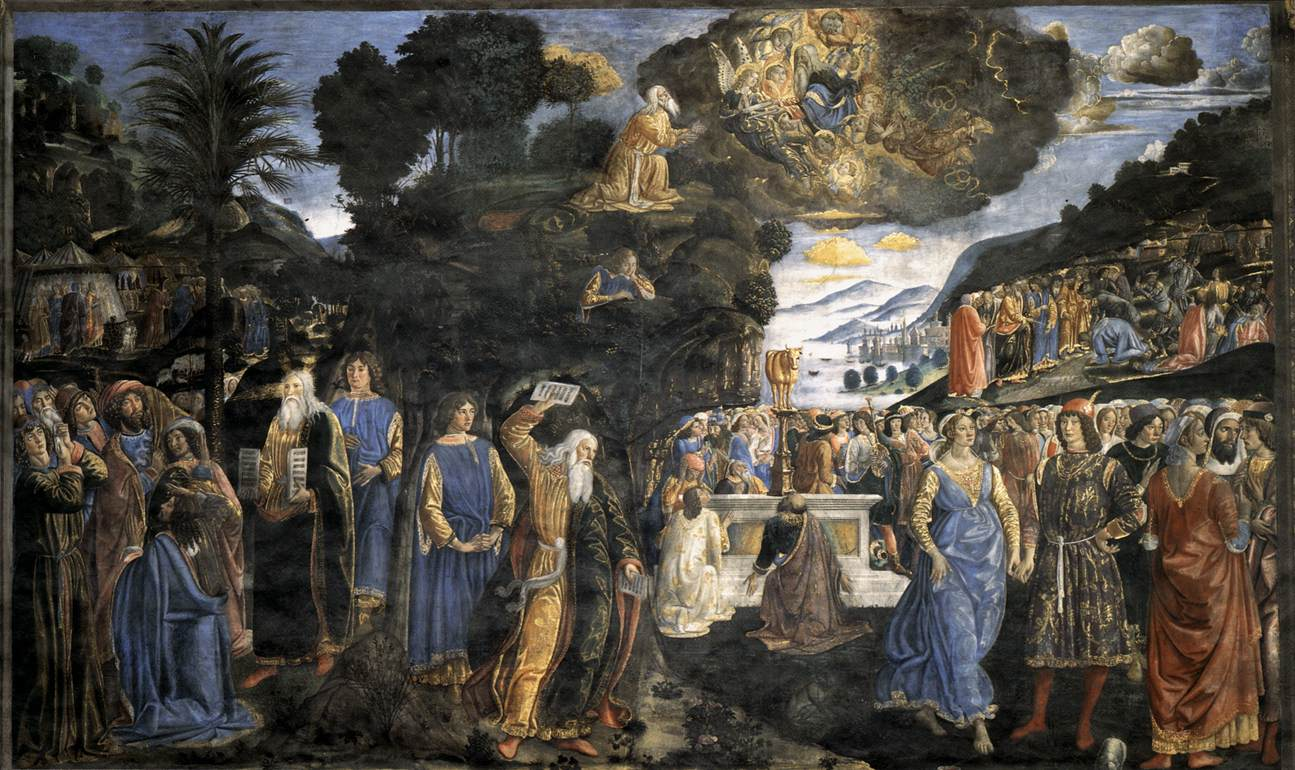
《시나이산에서의 강림》, 1481년~1482년, 시스티나 성당

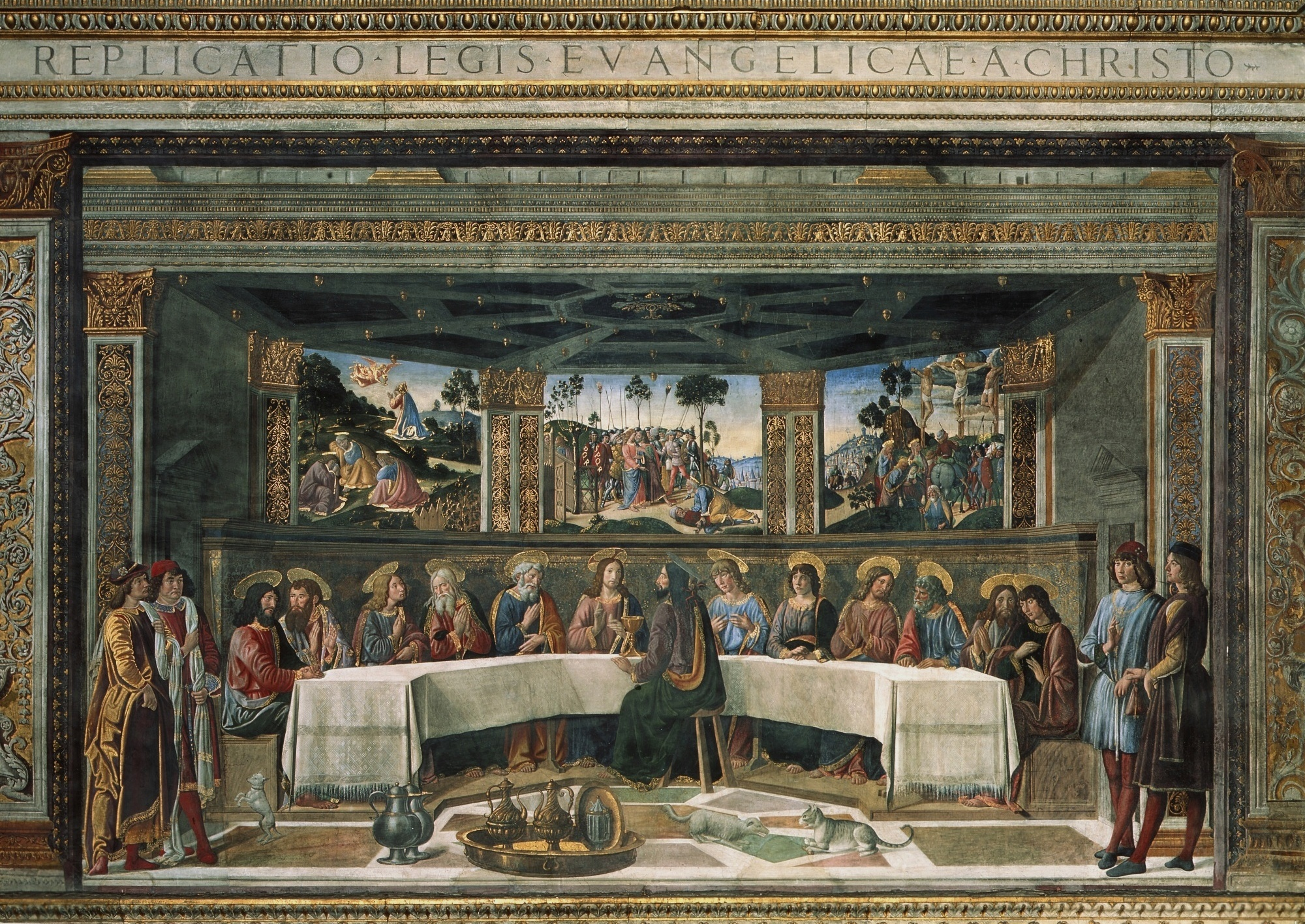
《최후의 만찬》, 1481년~1482년경, 시스티나 성당

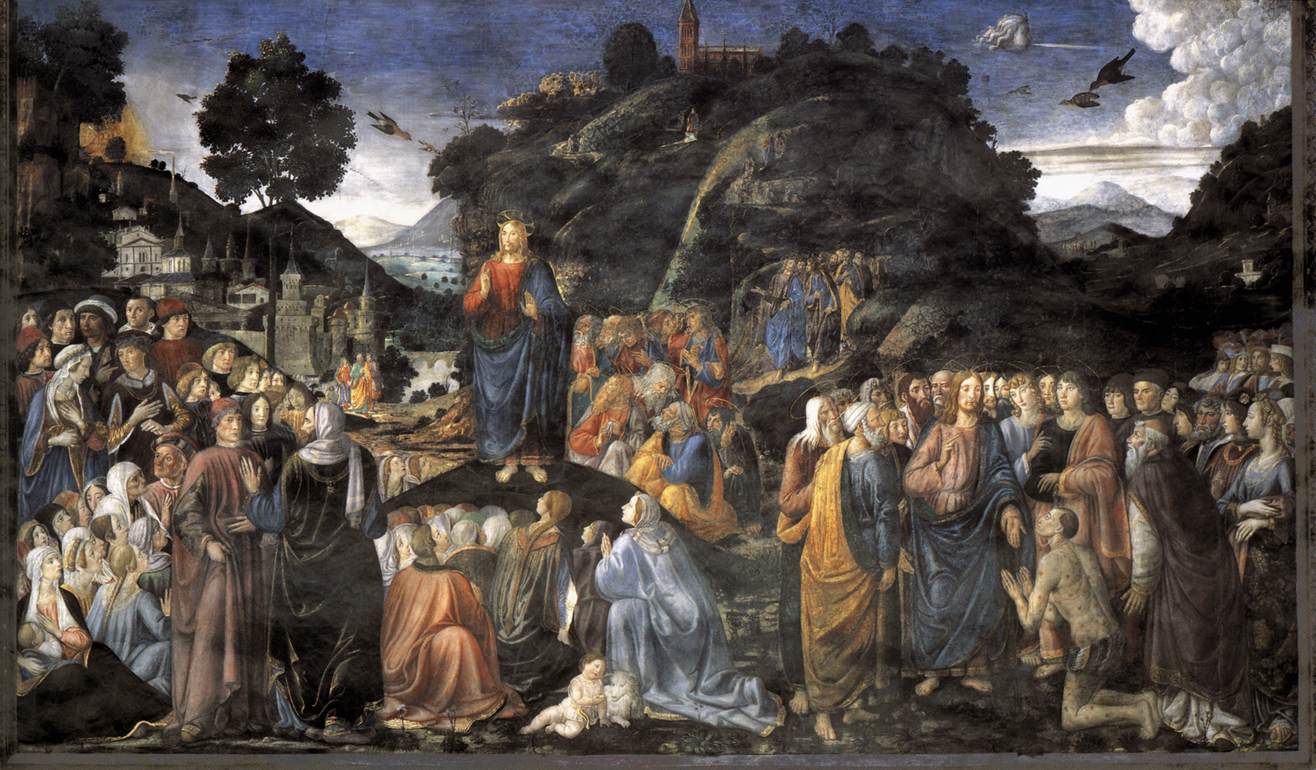
《산상수훈》, 1481년~1482년, 시스티나 성당

로셀리는 1481년, 교황 식스토 4세의 부름을 받아 산드로 보티첼리, 피에트로 페루지노, 도메니코 기를란다요 등과 함께 시스티나 성당 측면 벽화를 그리는 프로젝트에 참여했다. 로셀리와 그의 협력자들(이 중에는 젊은 피에로 디 코시모도 포함된 것으로 알려져 있다)은 《시나이산에서의 강림》, 《최후의 만찬》, 《산상수훈》(Sermon of the Mount) 등 두세 점의 프레스코화를 제작했다. 《홍해의 기적》은 한때 그 또는 기를란다요의 작품으로 여겨졌으나, 실제로는 비아조 디안토니오가 그린 것으로 밝혀졌으며, 그는 《최후의 만찬》 작업에도 로셀리를 도왔다. 조르조 바사리는 《미술가 열전》에서, 다른 화가들이 크기와 양식 면에서 통일된 양식을 따랐던 것과 달리 로셀리는 더 밝은 색조와 많은 양의 금박을 사용했으며, 이는 미술에 조예가 깊지 않았던 교황의 호감을 얻는 데 효과적이었다고 기록했다.
바사리는 로셀리의 다른 작품들도 언급했는데, 예를 들어 피렌체 산탐브로조 성당의 왼쪽 세 번째 예배당에 있는 《영광 속 성모자와 성 아우구스티누스 및 성 프란치스코》 제단화가 있다. 같은 성당의 ‘성혈 예배당’에는 로셀리가 그린 프레스코화가 있는데, 바사리는 특히 미란돌라 공국의 젊은 학자 피코(Pico of Mirandola)의 초상화를 높이 평가했다. 이 예배당의 주요 장면은 이 교회에서 기적을 일으킨 성작(聖爵)을 들고 있는 행렬이다. 로셀리는 또한 루카에서도 일정 기간 머물며 여러 교회들을 위한 제단화를 제작했다.
베를린 국립미술관에는 로셀리의 작품 세 점이 소장되어 있는데, 《그리스도의 매장》 소형 패널화와, 《천사들과 성인들, 순교당한 무고한 이들과 함께 있는 성모자》 제단화, 그리고 《묵주를 든 성모》 제단화가 그것이다.
로셀리의 주요 제자 중 한 명은 피에로 디 코시모였으며, 그는 프라 바르톨로메오, 마리오토 알베르티넬리, 아뇰로 디 도메니코 델 마찌에레도 가르쳤다.
바사리는 로셀리가 1484년에 사망했다고 기록했으나, 이는 오류로, 로셀리가 1506년 11월 25일에도 생존해 있었다는 기록이 남아 있다.

## 작품

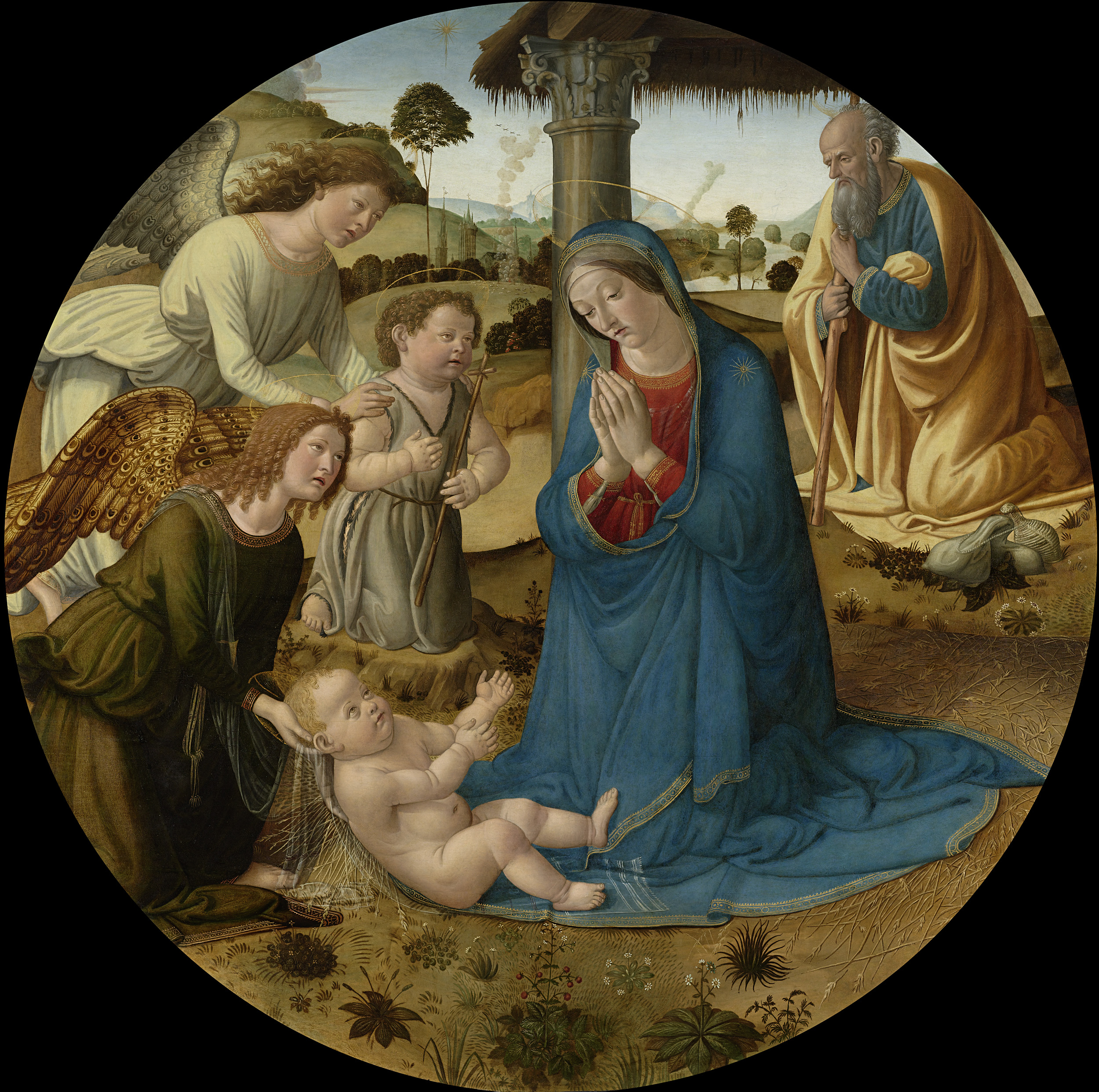
《탄생화》, 1490년대, 암스테르담, 레이크스 박물관
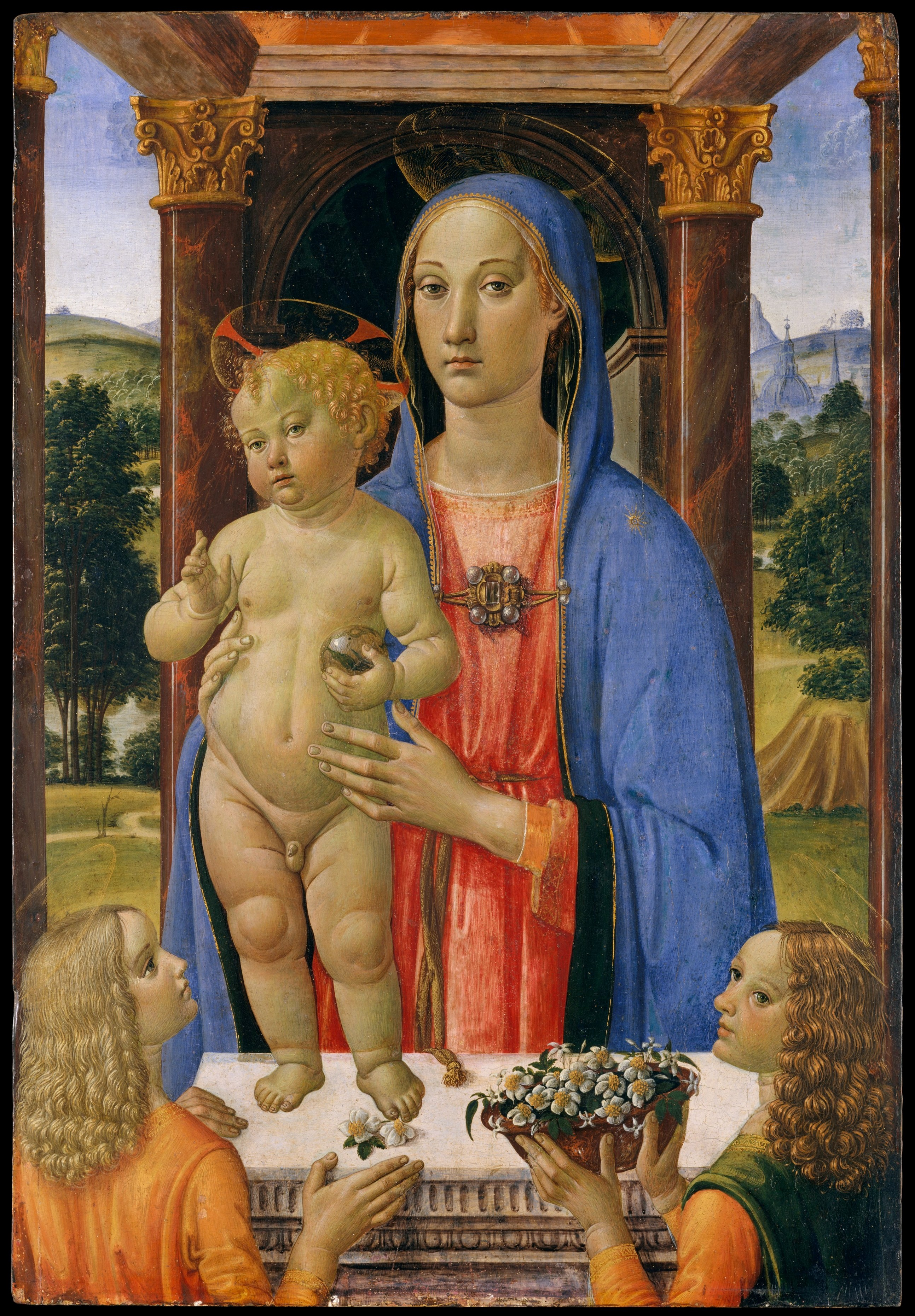
《천사들과 함께 있는 성모 마리아와 아기 예수》, 1481년경, 메트로폴리탄 미술관
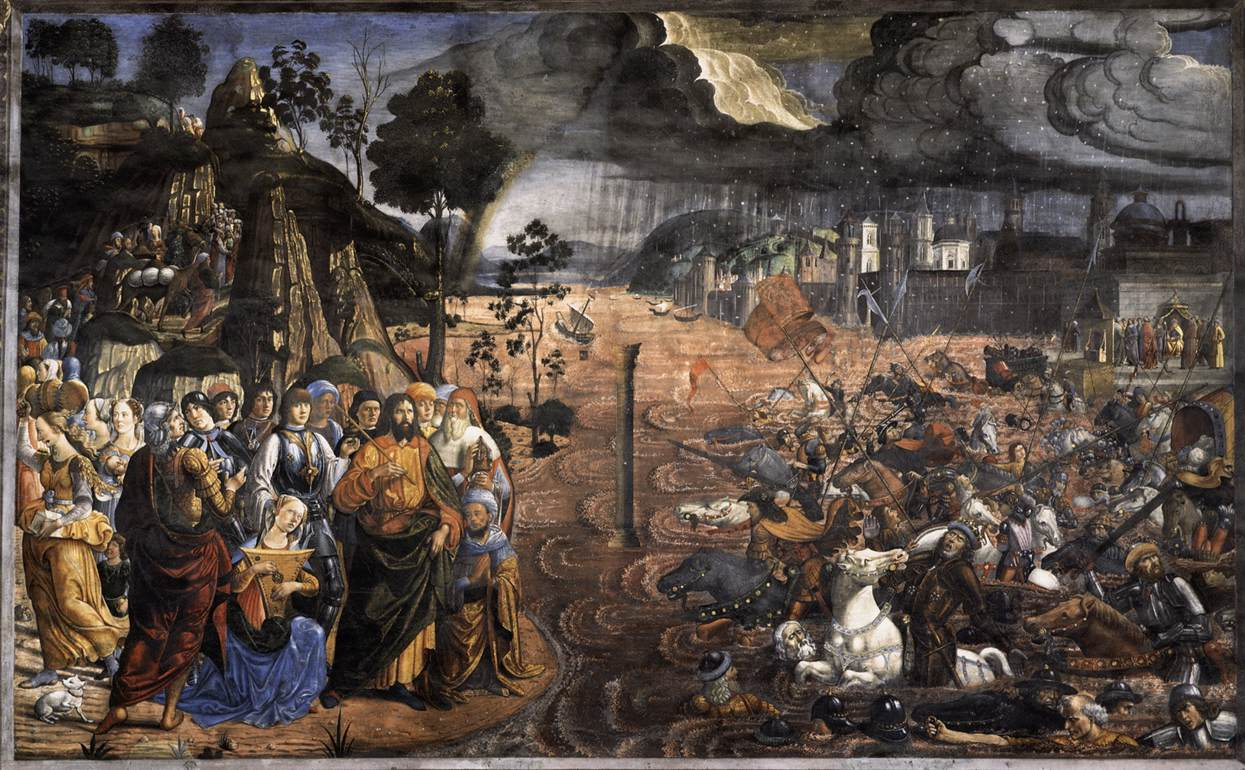
《홍해의 기적》, 프레스코화, 1481년~1482년, 시스티나 성당
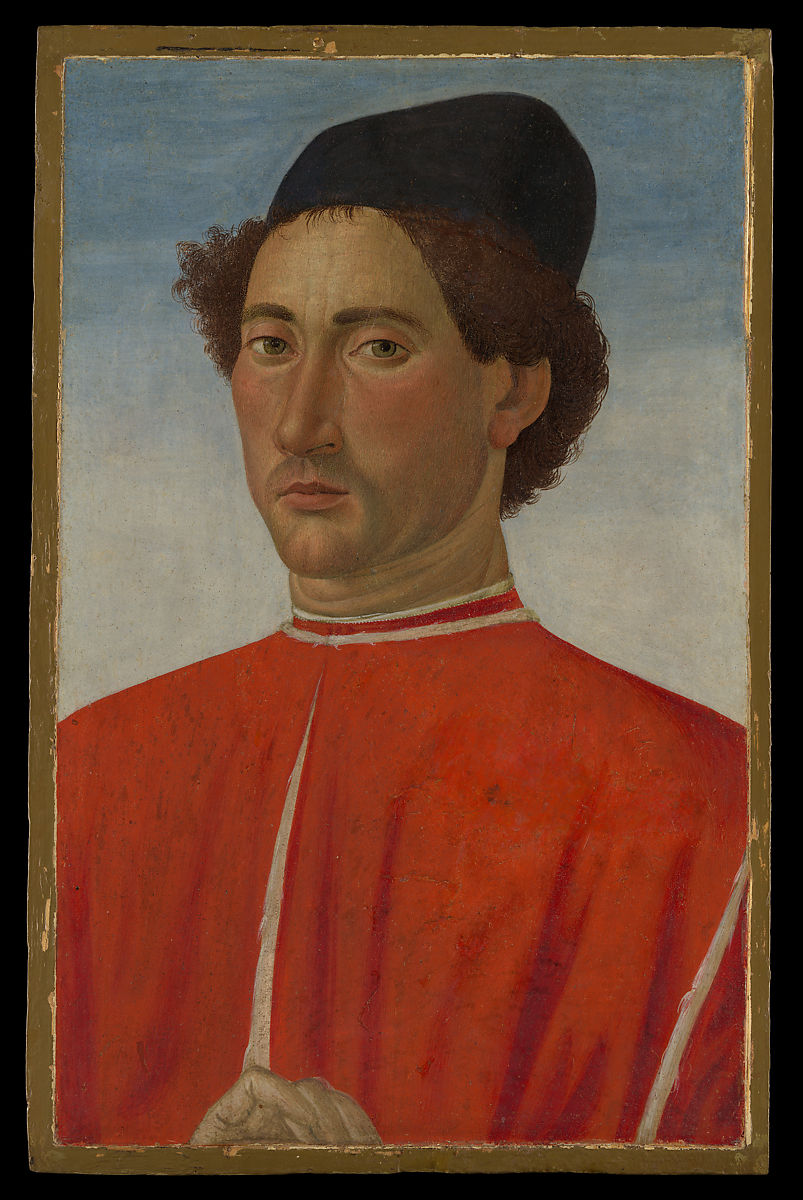
《남자의 초상화》, 1481년~1482년경

## 참고 문헌
- Pope-Hennessy, John & Kanter, Laurence B. (1987). 《The Robert Lehman Collection I, Italian Paintings》. New York, Princeton: The Metropolitan Museum of Art in association with Princeton University Press. ISBN 0870994794. (see index; plate 78)